# Toxorhina (Toxorhina) flavida
Toxorhina (Toxorhina) flavida is een tweevleugelige uit de familie steltmuggen (Limoniidae). De soort komt voor in het Neotropisch gebied.